# Рощино (Темниковський район)
Ро́щино (рос. Рощино, ерз. Рощино) — село у складі Темниковського району Мордовії, Росія. Входить до складу Пурдошанського сільського поселення.
Населення — 22 особи (2010; 30 у 2002).
Національний склад (станом на 2002 рік):
- росіяни — 93 %